# Consequências do Terremoto no Haiti

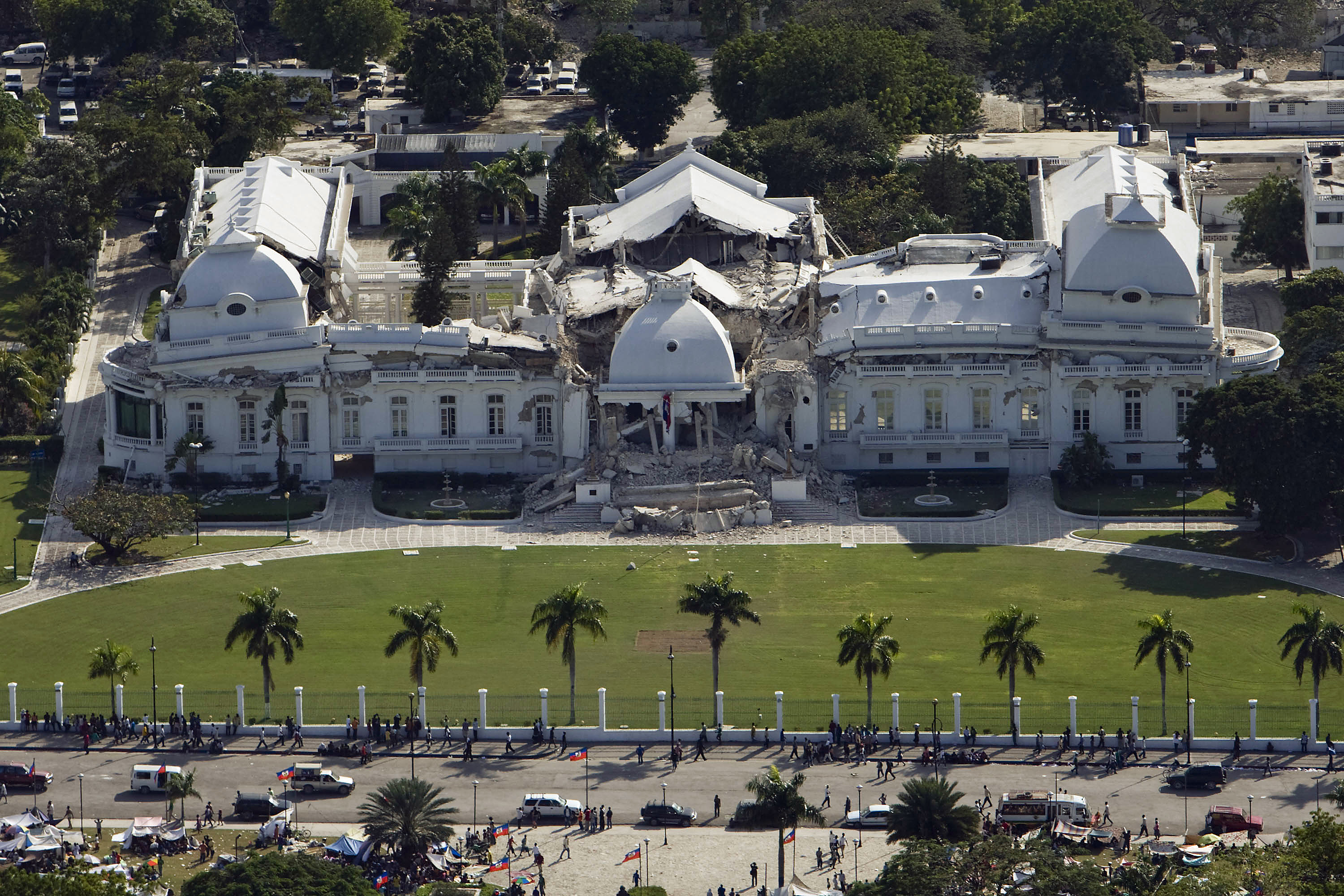
O Palácio Nacional do Haiti, localizado em Porto Príncipe, fortemente danificado após o terremoto de 12 de janeiro de 2010

Em janeiro de 2010, um terremoto de magnitude 7 MW  atingiu o Haiti. Seu epicentro foi na península de Tiburon, aproximadamente a 25 km da capital, Porto Príncipe. Análises indicam que cerca de três milhões de pessoas foram atingidas pelo sismo, levando a óbito de 100.000 a 200.000 pessoas.
Além das vidas perdidas e afetadas, o desastre abalou enormemente as construções do local atingido. Prédios comerciais e residenciais, assim como escolas e hospitais tiveram suas estruturas muito abaladas ou destruídas. Nem mesmo o Palácio Presidencial, e a sede da MINUSTAH, missão da ONU para a estabilização do Haiti, escaparam da destruição causada pelo terremoto.  Alguns funcionários da ONU inclusive morreram nessa tragédia.
Diante do impacto do terremoto, sistemas de transporte, energia, saúde e comunicação foram extremamente atingidos, chamando a atenção da comunidade internacional, que atendeu os mais diversos pedidos de ajuda humanitária, mesmo com todo o caos e dificuldades estruturais existentes decorrentes do sismo. Com o passar do tempo, a situação foi piorando, devido a demora no atendimento dos pedidos de ajuda, que fez com que os setores de segurança e saúde passassem a enfrentar um cenário crítico, com protestos públicos e violência.

## Histórico do Sismo
O Haiti teve a sua independência reconhecida pelos demais países do sistema internacional em 1825. Foi a primeira das colônias das Américas a acabar com a escravidão, porém, sempre foi um território de muitas mudanças: longo período colonial, guerras civis, instabilidade política e miséria extrema.
Em 12 de janeiro de 2010 um terremoto atinge o Haiti, sendo seu epicentro muito próximo à capital, Porto Príncipe. O terremoto de terra teve, claramente, proporções terríveis, não pelos 7 graus na escala Richer - pois não o faz um megaterremoto -, mas sim pela miséria em que já se encontrava o país.
O Haiti já vivia em condições sub-humanas há mais de 500 anos de sua história. Tinha em seu cenário precárias construções, aparelho político fraco e a má qualidade de vida dos haitianos. Alguns soldados das forças de paz da ONU morreram em decorrência dos estragos do terremoto na sede da MINUSTAH. Pode-se perceber que o governo haitiano já era totalmente ineficiente mesmo antes do desastre ocorrido em 2010, e que tropas de paz da ONU já se encontravam no território para tentar controlar a situação no país.
Após o terremoto, o ex-presidente norte-americano, Bill Clinton, visitou o Haiti e qualificou o que viu como “um dos maiores desastres humanitários do milênio”. O Brasil liderava a missão da ONU que agia no país antes do terremoto, que buscava estabilização política e social. Porém, após o desastre natural, era visível perceber a adoração dos haitianos pelos militares brasileiros. A inédita liderança militar brasileira na missão de paz da Organização das Nações Unidas produziu inúmeros efeitos positivos no Haiti, que se caracterizava por ser um país onde a instabilidade política era uma constante e os momentos de tranquilidade eram raríssimas exceções.
Após o terremoto o trabalho aumentou e a missão de paz teve seu escopo completamente modificado. Desde 2004, a missão tinha como objetivo alcançar a estabilização do país, para restaurar a ordem, pacificar guerrilheiros e rebeldes, promover eleições e formar um desenvolvimento institucional e econômico no Haiti. Depois do terremoto, em 2010, decidiu-se prolongar a permanência dos integrantes da ONU no país até o final de 2011, para auxiliar na reconstrução do Estado, que se encontrava completamente destruído, em todos os setores.

## MINUSTAH
O tipo de missão que ocorreu no Haiti faz parte das operações de paz da 2ª geração, denominadas de robustas ou complexas, e é uma evolução das operações de paz tradicionais e simples. Essa evolução fez-se necessária após três grandes acontecimentos, onde perceberam que o modelo de operação de paz não funcionava mais tão bem como anteriormente. Os casos na Ruanda, na Bósnia e na Somália, por exemplo, tiveram um grande impacto em toda a sociedade internacional, o que resultou em um questionamento quanto à eficiência da ONU no auxílio a países em crise.
No Haiti, após o grande desastre, uma mistura das operações de paz e de como as mesmas seriam ordenadas e planejadas, ocorreu. Ações de peacekeeping, peacemaking e peacebuilding tornaram-se cada vez mais frequentes no cotidiano dos haitianos. Criar um ambiente tranquilo em um Estado que era considerado falido e depois sofreu um desastre natural, era uma tarefa quase impossível de realizar.
A reconstrução do Estado garantiu desde o treinamento do exército haitiano, a reconstrução de escolas e hospitais, até a tentativa de estabilizar a política do país. Nesse momento, pós-terremoto, as guerras civis cessaram e os haitianos deram um exemplo de solidariedade tanto para encontrar os corpos dos mortos e sobreviventes, quanto para alcançar a reconstrução do seu país.
A peacebuilding operation (Operação Construção da Paz), tipo de operação de paz promovida pela ONU que ocorreu no Haiti, tem como objetivo prevenir um conflito ou reconstruir a paz após o mesmo ou um desastre natural, como foi o caso em questão. Tal operação busca estabilizar a sociedade política e economicamente alcançando, assim, a estabilidade como um todo no Estado.
O peacebuilding no Haiti

## O peacebuilding no Haiti
O objetivo da missão da ONU no Haiti após o terremoto era de concretizar um sistema democrático através da construção e consolidação das instituições-chave do Estado, ou seja, retomar as bases e legitimidade do mesmo que se encontravam destruídas após a tragédia. Ainda, o objetivo do peacebuilding no país incluía a construção de um novo setor de segurança (que teria como centro a Política Nacional Haitiana), além de uma reforma do setor jurídico - para garantir a aplicação de sanções e estimular o cumprimento das leis-, uma reabilitação econômica, a redemocratização do Estado e garantia de preservação dos direitos humanos.
O nome da operação de estabilização ocorrida no Haiti é MINUSTAH (Mission des Nations Unies pour la stabilisation en Haiti). Desde o surto de cólera no Haiti, em 21 de outubro de 2010, autoridades nacionais e parceiros internacionais disponibilizaram todos os meios disponíveis para cuidar das vítimas e conter o espalhamento da doença.
O governo haitiano, agências da ONU e a comunidade humanitária coordenaram suas respostas, provendo tratamento e colocando em prática medidas preventivas. Dezenas de parceiros na área da saúde proveram materiais de purificação de água, realizaram campanhas de informação pública em grande escala, e ajudaram a construir centros de tratamento para purificar e garantir uma segurança ao recurso. Ban Ki-Moon, secretário-geral da ONU, falou com a Assembleia Geral da organização, em dezembro de 2010, pedindo por uma maior resposta humanitária para solucionar mais rapidamente o problema enfrentado pelo Estado haitiano. A MINUSTAH mobilizou todos seus recursos para auxiliar nesse esforço que tinha conquistado espaço nos mais diversos canais internacionais, e providenciou suporte logístico e de segurança para o transporte de suprimentos e pessoas, forneceu segurança estática nos centros de distribuição e entregou milhares de litros de água potável para centros de saúde e para comunidades afetadas diariamente, com o objetivo de prevenir o espalhamento da cólera através de água contaminada.
Na cidade de Leogane, os capacetes azuis têm usado estações de rádio locais e caminhões com alto faltantes para instruir populações locais com informações sobre como prevenir a disseminação da doença.
Engenheiros brasileiros e chilenos também auxiliaram no processo, e trabalharam no nivelamento dos terrenos dos Centros de tratamento da cólera. Capacetes azuis bolivianos instalaram cerca de 20 tendas, com capacidade de acomodar 250 pessoas cada uma, assim como 48 latrinas no departamento Artibonite. Os capacetes azuis ajudaram, ainda, a transportar pessoas e suprimentos para áreas isoladas e de difícil acesso. Tais operações são realizadas com barcos, helicópteros e caminhões.
A região da grande salina, no departamento Artibonite foi particularmente muito atingida pela epidemia e o seu único acesso é por barco. Peacekeepers do Uruguai transportaram de barco garrafas com água potável, sopas, material para purificação da água e materiais de reidratação. A MINUSTAH também transportou profissionais humanitários de ONG’s e de organizações internacionais, e também ajudou - junto com o escritório da ONU para coordenação de assuntos humanitários – a orientar os comitês em lugares que ainda não haviam sido afetados pelo surto. Tais comitês, em lugares como Leogane e Petit Goave, poderiam ser rapidamente mobilizados caso a doença aparecesse.

## Situação atual do país
Passados sete anos desde o desastre natural, que desestabilizou ainda mais o cenário no país, 90% dos desabrigados voltaram para suas casas, enquanto 146 mil continuam sob risco, em 271 campos de refugiados espalhados pelo país. Os campos suportam apenas seis meses de ocupação, mas por não terem para onde ir, as pessoas se veem obrigadas a continuar morando neles. Os problemas são muitos: Inúmeros casos de violência sexual, falta de serviços básicos, como água, luz e sistema sanitário, entre outros. Apesar de os casos de cólera terem caído 50% em quatro anos, a situação ainda é considerada grave.
Com relação às perdas materiais foram calculados US$ 7 bilhões. Até mesmo a capital, Porto Príncipe, ainda está devastada e os planos de reconstrução dos principais prédios ainda não saíram do papel. De acordo com o primeiro-ministro, Laurent Lamothe, “a reconstrução da capital necessita da criação de uma nova área central da cidade e também de um centro administrativo”. Segundo Laurent, falta muito dinheiro para isso.
Na capital, 42 prédios públicos foram destruídos com o terremoto, incluindo o Palácio Presidencial. Em meio a todos esses problemas, o povo reclama muito da lentidão do governo na hora de agir. Em Porto Príncipe, milhares protestaram, em novembro de 2013, contra problemas de moradia e altos índices de corrupção, entrando inclusive em confronto com a polícia. Muitos exigiam a renúncia do atual presidente Michel Martelly.
Os Estados Unidos prometeram US$ 3,6 bilhões em ajuda em 2010 (uma grande parte dos 10 bilhões prometidos por todo o mundo). Pelo menos US$ 2,8 bilhões desse montante já foram usados. Entretanto, o alto valor não chega com tanta eficiência até os haitianos (por exemplo: apenas 5,4% do dinheiro enviado no ano fiscal de 2012 foi direto para órgãos e instituições haitianas). Além disso, os americanos também gastaram US$ 170 milhões para construir uma manufatura no norte do Haiti. Porém, apenas 3 mil empregos foram gerados, além de não ter sobrado capital para investir no porto local e escoar essa produção. Quanto as moradias, 15 mil casas foram prometidas dentro de um programa, mas apenas cerca de 2650 foram entregues. Depois disso, o plano passou a ser um programa de financiamento.

## Ligações Externas
- Haiti: ONU alerta que epidemia de cólera não recebe apoio internacional necessário